# Brux
Brux es una comuna francesa situada en el departamento de Vienne, en la región de Nueva Aquitania.

## Demografía
| 996 | 881 | 757 | 741 | 693 | 670 | 765 |
| Para los censos de 1962 a 1999 la población legal corresponde a la población sin duplicidades (Fuente: INSEE [Consultar]) |     |     |     |     |     |     |